# Blue Suede Shoes
"Blue Suede Shoes" är en singel av den amerikanska rockabilly- och rock & rollsångaren Carl Perkins, utgiven den 1 januari 1956. Sången är skriven av Carl Perkins själv och anses ofta vara en av de första inom rockabillygenren, med en blandning av samtida blues-, country- och popmusik. Sången har spelats in av en lång rad artister, bland annat Elvis Presley, Buddy Holly, Eddie Cochran och Jimi Hendrix. Även hårdrocksband som Black Sabbath och Motörhead har tolkat sången.
1957 blev "Blue Suede Shoes" huvudsingel på Carl Perkins debutalbum Dance Album of Carl Perkins.

## Bakgrund
Även om vissa detaljer om hur "Blue Suede Shoes" skrevs varierar, är den mest accepterade historien att Johnny Cash var den som gav Carl Perkins den första idén om sången. Under en intervju i England 1988 förklarade Cash hur han först fick idén till sången och hur han sedan förde vidare den till Perkins;
| ”              | "När jag tjänstgjorde i flygvapnet i Tyskland hade jag en svart vän vid namn C.V. White från Virginia. När han klädde sig för att gå ut på kvällarna brukade han tänka sig att hans svarta skor var blåa mockaskor (blue suede shoes). Han brukade säga: "Trampa inte på mina blue suede shoes, jag ska gå ut ikväll!" | „ |
| – Johnny Cash, | |   |

Under hösten 1955 var Carl Perkins, Johnny Cash, Elvis Presley och andra artister från radioprogrammet Louisiana Hayride på turné i södra USA. Vid denna tidpunkt hade Perkins givit ut två singelskivor och ingen av dem hade uppnått någon större framgång. Under en konsert i staden Amory i Mississippi tillfrågades Cash av Perkins om att skriva en sång tillsammans med honom. Cash berättade då istället om hans vän från hans militärtjänstgöring och vad han brukade säga, och tipsade Perkins om att skriva en sång om det. Enligt Cash sade då Perkins: "Det är det jag letar efter", och började sedan skriva på sången bakom scenen, men fortsatte hemma senare samma kväll. I Carl Perkins självbiografi Go, Cat, Go! från 1996 beskriver däremot Perkins hur han egentligen ryckte på axlarna åt Cash förslag och sade: "Jag vet ingenting om skor. Hur ska jag kunna skriva en sång om skor?".
Under ett framträdande i Jackson, Tennessee den 4 december 1955 noterade Perkins ett par som dansade nära scenen. Under en av paus mellan en av sångerna hörde han en sträng mansröst som sade "Uh-uh, don't step on my suedes!". Perkins tittade ner mot mannens skor och noterade att han bar blåa mockaskor och Perkins tänkte för sig själv "Gode Gud, en sån vacker flicka och allt han kan tänka på är hans blåa mockaskor (blue suede shoes)". Samma natt började Perkins arbeta på en sång baserad på händelsen medan han låg i sängen. Efter flera försök med början på den första versen bestämde han sig för den numera ikoniska öppningen "Well, it's one for the money ... Two for the show ... Three to get ready ... Now go, man, go!". Han fortsatte sedan med sin Gibson Les Paul-gitarr i en boogierytm. Han tog snabbt tag i en brun påse som han skrev ner sången på, och stavade titeln "Blue Swade"; "S-W-A-D-E – jag kunde inte ens stava det rätt" sa han sedan.

### Inspelning
Den 19 december 1955 spelade Carl Perkins in "Blue Suede Shoes" vid Sun Studio i Memphis, Tennessee med Sun Records ägare Sam Phillips som producent. Samma månad spelade Carl Perkins in tre sånger till, "Honey Don't" (som blev B-sida till "Blue Suede Shoes"), "Sure to Fall (in Love with You)" och "Tennessee" som blev den nästföljande singeskivan. Efter den första tagningen av sången tipsade Sam Phillips Perkins om att ändra texten från "Go, man, go" till "Go, cat, go", vilket Perkins gjorde till andra tagningen.

## Mottagande
"Blue Suede Shoes" fick framförallt stora framgångar i södra och sydvästra USA när den gavs ut. Den 11 februari 1956 var sången på andra plats på topplistorna i Memphis. Följande vecka hade sången stigit till förstaplats där den låg kvar i tre månader. Den 17 mars samma år blev Perkins den första countrymusikern att hamna på tredjeplats på topplistan över rhythm and bluesmusik. Under resten av mars fortsatte "Blue Suede Shoes" att stiga på de flesta pop, rhythm and blues- och countrytopplistorna. Sången låg även på andraplats på listan Billboard Hot 100.
I mitten av april 1956 hade "Blue Suede Shoes" sålt över en miljon exemplar vilket gjorde att sången blev certifierad guld. Carl Perkins blev då även den första artisten från Sun Records att sälja över en miljon exemplar på en singelskiva.

## Coverversioner

### Elvis Presley
Elvis Presley spelade in sin version av "Blue Suede Shoes" i slutet av januari 1956 vid RCA:s studio i New York. Presley lämnade sitt tidigare skivbolag Sun Records den 21 november 1955 och gick över till RCA Victor, där bland annat "Blue Suede Shoes" och andra sånger som "Heartbreak Hotel", var de första sångerna som skivbolaget ville att Presley skulle spela in. Med RCA Victors större budget för marknadsföring och distribution samt avtal med olika radiokanaler, visste de att de skulle överstiga Carl Perkins försäljningssiffror. Presley, som kände både Perkins och Sam Phillips sedan hans tid vid Sun Records, begärde att RCA Victor skulle hålla tillbaka hans version från att släppas för att inte försämra Perkins försäljningssiffror eller listpositioner, vilket producenten Steve Sholes höll med om.
Presleys version av "Blue Suede Shoes" släpptes den 8 september 1956 som huvudsingel på Presleys självbetitlade debutalbum, som redan hade släppts den 23 mars samma år. Samma månad släppte även RCA Victor en EP-skiva samt en dubbel-EP-skiva där Presleys version av "Blue Suede Shoes" fanns med.
1960 gjorde Presley en nyinspelning av "Blue Suede Shoes" för filmen En yankee med takter i, i vilken han även innehar huvudrollen. Detta var en av få gånger Presley gick med på att återinspela en tidigare utgiven sång. Anledningen till att man behövde spela in sången ingen var på grund av att resten av filmens soundtrack var inspelat i stereofoni, vilket originalversionen från 1956 inte var.
1985 släppte RCA Records en musikvideo till Presleys originalversion av "Blue Suede Shoes", där bland annat Perkins har en cameoroll.
1999 blev Presleys version av "Blue Suede Shoes" certifierad guld av Recording Industry Association of America (RIAA).

#### Medverkande
- Elvis Presley – sång
- Scotty Moore – gitarr
- Bill Black – gitarr
- D.J. Fontana – trummor

Medverkande enligt boken The Blue Moon Boys: The Story of Elvis Presley's Band.

##### Övriga medverkande
- Steve Sholes – producent

### Andra coverversioner (i urval)
- Boyd Bennett And His Rockets, släpptes den 10 mars 1956.[13]
- Roy Orbison under ett TV-framträdande, 1956.[14]
- Cliff Richard & The Shadows på albumet Cliff Sings, 1959.
- Eddie Cochran på det postumt släppta albumet Never to Be Forgotten, 1962.[14][15][a]
- Buddy Holly på det postumt släppta albumet Showcase, 1964.[14]
- The Dave Clark Five på albumet Weekend in London, 1965.
- John Lennon & Plastic Ono Band under en konsert i Toronto, Kanada, senare släppt på livealbumet Live Peace in Toronto 1969, 1969.
- Johnny Rivers på albumet Blue Suede Shoes, 1973.
- Jimi Hendrix på det postumt släppta albumet Loose Ends, 1974.
- Jerry Lee Lewis på albumet Jerry Lee Keeps Rockin', 1978.

## Eftermäle
"Blue Suede Shoes" är ofta ansedd som en av de första och viktigaste sångerna för rockabillygenren. Många anser även att sången haft ett stort inflytande på rock & rollmusiken och dess framträdande under 1950-talet.
1986 blev Carl Perkins version invald i Grammy Hall of Fame och 1999 valde National Public Radio in "Blue Suede Shoes" på deras lista över de hundra viktigaste musikkompositionerna under 1900-talet. 2004 rankade musiktidningen Rolling Stone Carl Perkins version av sången på plats 95 på listan "The 500 Greatest Songs of All Time", medan Elvis Presleys version rankades på plats 430 på samma lista. 2006 valde den amerikanska National Recording Preservation Board in sången till USA:s kongressbiblioteks lista över kulturella, historiska och estetiska ljudinspelningar, National Recording Registry.

### Engelska originalcitat
1. ↑  "I was in the Air Force in Germany, and I had a black friend named C.V. White from Virginia. He’d get dressed up for a three-day pass, and in his mind, when he put on his clothes to go out, his black shoes were blue suede shoes. He would say, 'Man! Don’t step on my blue suede shoes; I’m goin’ out tonight.'"
2. ↑  "Good gracious, a pretty little thing like that and all he can think about is his blue suede shoes."